# Gamers Assembly

Le Palais des congrès du Futuroscope de Poitiers, lieu où se déroulait la Gamers Assembly jusqu'en 2013.

La Gamers Assembly (GA) est une LAN-party annuelle créée en 2000 en France et qui rassemble quelques-unes des meilleures équipes du monde sur des jeux vidéo sur ordinateur ou console conçus ou adaptés aux confrontations entre joueurs. Depuis 2019, l'événement porte le nom de Gamers Assembly : Festival Edition (GA:FE). 

## Histoire
La Gamers Assembly a été créée en 2000 par l’association FuturoLAN. À l'AFP, Désiré Koussawo, président d'honneur de cette association, raconte comment l'événement a été fondé : « Au début, c'était juste une bande de potes. L'idée, c'était juste de se retrouver ensemble, de se partager des fichiers. C'était à la bonne franquette, il y avait des fils électriques partout, c'était vraiment à l'arrache. »
La première année, cette LAN-party s'est tenue à Smarves, avant de rejoindre la salle de spectacle de la Hune de Saint Benoît (commune au sud du Grand Poitiers) l'année suivante, puis le Palais des congrès du Futuroscope à Chasseneuil-du-Poitou (commune nord du Grand Poitiers) et enfin le Parc des expositions de Poitiers à partir de 2014, après sa rénovation.
Du 4 au 6 avril 2015 le nombre de participants PC et console s'est élevé à 1 600 et les dotations mises en jeu pour l'ensemble des tournois ont atteint le montant de 300 000 euros, dont 290 300 euros en cash. Cette somme bien plus élevée que celle des précédentes éditions est due au fait que l'événement a accueilli les finales de la saison 1 des StarCraft 2 World Championship Series sponsorisée par Blizzard Entertainment avec 217 000 dollars de dotations en cash. Cette édition a eu un écho local,.
Du 26 au 28 mars 2016 : une édition qui a médiatiquement montré cet évènement auprès du grand public dans l'ensemble de la France métropolitaine.
L'année 2017 marque un fort retour de la Gamers Assembly sur la scène médiatique avec plus de 2 000 joueurs présents et 20 000 visites
Du 31 mars au 2 avril 2018, l'évènement a réuni 2 019 joueurs et 24 000 visites au parc des expositions de Poitiers. 
En 2019, la vingtième édition accueille 2 500 joueurs.
En 2023, le jeu vidéo Age of Empires II: Definitive Edition rejoint la liste des jeux à l'honneur avec un tournoi caritatif réunissant 15 joueurs sur les 66 prévus initialement.
| Date de début | Date de fin    | Lieu                              | Nombre de participants | Dotation totale (en euros) | Notes |
| ------------- | -------------- | --------------------------------- | ---------------------- | -------------------------- | --- |
| 7 avril 2000  | 9 avril 2000   | Smarves                           | 100                    |                            | |
| 14 avril 2001 | 16 avril 2001  | Saint-Benoît                      | 250                    | 2 000                      | |
| 30 mars 2002  | 1er avril 2002 | Saint-Benoît                      | 350                    | 6 000                      | |
| 19 avril 2003 | 21 avril 2003  | Palais des congrès du Futuroscope | 550                    | 25 000                     | |
| 20 mai 2004   | 23 mai 2004    | Palais des congrès du Futuroscope | 650                    | 35 000                     | |
| 26 mars 2005  | 28 mars 2005   | Palais des congrès du Futuroscope | 800                    | 45 000                     | |
| 15 avril 2006 | 17 avril 2006  | Palais des congrès du Futuroscope | 900                    | 66 000                     | |
| 7 avril 2007  | 9 avril 2007   | Palais des congrès du Futuroscope | 1 000                  | 50 000                     | La capacité maximale du palais des congrès a été atteinte.                                                          |
| 22 mars 2008  | 24 mars 2008   | Palais des congrès du Futuroscope | 800                    | 50 000                     | |
| 11 avril 2009 | 13 avril 2009  | Palais des congrès du Futuroscope | 800                    | 70 000                     | L'évènement fêtait ses 10 ans et portait la mention « 10 ans de jeux-vidéo ».                                       |
| 3 avril 2010  | 5 avril 2010   | Palais des congrès du Futuroscope | 900                    | 50 000                     | |
| 23 avril 2011 | 25 avril 2011  | Palais des congrès du Futuroscope | 900                    | 70 000                     | 20 000 euros de dotation était en liquide.                                                                          |
| 7 avril 2012  | 9 avril 2012   | Palais des congrès du Futuroscope | 850                    | 90 000                     | 32 000 euros de dotation était en liquide. Le jeu ShootMania Storm a été présenté en exclusivité mondiale par Nadeo |
| 30 mars 2013  | 1er avril 2013 | Palais des congrès du Futuroscope | 900                    | 70 000                     | 20 000 euros de dotation était en liquide.                                                                          |
| 19 avril 2014 | 21 avril 2014  | Parc des Expositions de Poitiers  | 1 300                  | 52 000                     | 31 600 euros de dotation était en liquide. Déménagement au Parc des Expositions de Poitiers                         |
| 4 avril 2015  | 6 avril 2015   | Parc des Expositions de Poitiers  | 1 600                  | 300 000                    | |
| 26 mars 2016  | 28 mars 2016   | Parc des Expositions de Poitiers  | 1 837                  |                            | |
| 15 avril 2017 | 17 avril 2017  | Parc des Expositions de Poitiers  | 1 900                  | 70 000                     | |
| 31 mars 2018  | 2 avril 2018   | Parc des Expositions de Poitiers  | 2 019                  | 76 500                     | |
| 19 avril 2019 | 22 avril 2019  | Parc des Expositions de Poitiers  | 2 500                  | 73 600                     | La mention "20th Edition" est accolée au nom Gamers Assembly.                                                       |
| 11 avril 2020 | 13 avril 2020  | Parc des Expositions de Poitiers  |                        |                            | Edition annulée en raison des restrictions gouvernementales liées au Coronavirus Covid-19 (SARS-CoV-2) ,            |
| 3 avril 2021  | 5 avril 2021   | Online                            |                        |                            | |
| 16 avril 2022 | 18 avril 2022  | Parc des Expositions de Poitiers  | 2 500                  | 40 000                     | |
| 8 avril 2023  | 10 avril 2023  | Parc des Expositions de Poitiers  | 2 080                  | 45 950                     | |
| 30 mars 2024  | 1er avril 2024 | Parc des Expositions de Poitiers  | 2 040                  | 32 280                     | |
| 19 avril 2025 | 21 avril 2025  | Parc des Expositions de Poitiers  | 2200 joueurs attendus  |                            | #25ANSGA : Ce sont les 25 ans de la GA !                                                                            |

## Fonctionnement
L'inscription à cette manifestation est payante autour de 50 € par personne et chaque participant PC doit venir avec son ordinateur, son écran et ses périphériques. Les modalités de participation aux tournois consoles changent d'année en année, il n'est pas toujours nécessaire de venir avec sa télévision ou sa console, en revanche les participants doivent prendre leur manette. Depuis 2018, les fauteuils ergonomiques sont fournis par la société Maxnomic, partenaire de Gamers Assembly.
Concernant les visiteurs :
- Pass visiteur 1 jour  : 15€
- Pass visiteur 3 jours : 25€ (Tarif réduit -18 ans : 20€)
- Pass - 6 ans : gratuit

L'achat des billets visiteurs se fait via la billetterie en ligne ou directement sur place pendant l'événement.
En 2019, la Gamers Assembly était dotée d'un budget d'environ 800 000 euros.